# 尾崎行雄
尾崎行雄（1858年12月24日—1954年10月6日），号咢堂，日本政治家，有「憲政之神」、「議會政治之父」之稱。

## 生平
尾崎行雄早年曾受到福泽谕吉赏识，曾在工学寮（今东京大学工学部）就读，但他厌恶理工科，喜好文科，亦以辛辣笔法作社论投书报社得到好评，故就读不满一年便于1876年退学，此后他开始从事新闻行业，21岁便成为报社总编辑，23岁开始担任官职，但因政见与当权派相左而多有沉浮。
1890年7月1日，他在第一届众议院选举中于三重县选区当选众议员，此时他仅年满31岁，被称为“政坛麒麟儿”。1898年6月21日，又在板垣退助支持下，于大隈重信内阁中擔任文部大臣，此时他还不到40岁。然而，同年8月31日的一次茶话会上，他批判当时以财阀为中心的金权政治，借实行共和制的美国举例子，却被误解为想在日本实行共和制，触怒反对派，而不得不于10月24日称病辞职，此后大隈内阁很快倒台。
1903年至1912年任東京市長。由于原配夫人逝世，与同姓但并非亲戚的翻译家尾崎英子（英文名Theodora）结婚。由于英子是日英混血，这段婚姻曾招来不少误解。
1914年4月16日，随着清浦奎吾组阁失败，大隈重信再次登上首相宝座，与之交情匪浅的尾崎再次入阁，担任司法大臣直到1916年10月9日解散。然而此后尽管尾崎一直担任众议员，却再也未曾担任任何内阁大臣或众议院议长。
因为在第一次世界大战后游览欧洲时被战后的惨痛景象所震撼，尾崎成了一位反对扩军、拥护平民主义和民主主义的政治家。他还爭取所有成年男子享有選舉權，這於1925年實現。
尾崎在1920年代便因强烈地支持宪政民主而逐渐与主流政党不合，终于离开所属政党，此后近三十年不曾再加入任何政党。九·一八事变后，日本军人势力干政越发明显，而五·一五事件后，明治以来日本的政党政治宣告终结。尾崎对现状表示忧虑，一度曾写下遗言公之于世。中日战争爆发后，尾崎更隐居山庄，不去东京的帝国议会议政，尽管如此，他仍能当选议员，并积极活跃地为其他候选人站台助选。他甚至在1943年（那时候他仍是众议员）为候选人田川大吉郎助选时用一首短诗揶揄裕仁天皇治下的时局，差点以大不敬罪名陷入牢狱之灾。
战后，因为戰前对待军国主义鲜明的反对态度，他的私宅前门庭若市，皇室亦招揽他起草新的日本国宪法。尾崎虽然于1946年5月退还勋一等旭日大绶章，表态退出政坛，但他仍受到三重县支持者的支持，在旧帝国议会末期及新的日本国会中继续保有一席之地。惟因自身健康问题及支持层年龄偏高，终于在1953年第26次众议院总选举中落选。至此，尾崎正式告别政坛，其连续当选25届众议员、历时63年、94岁方才卸任，创下日本政坛连续及总当选众议员届数最多、任期最久、年龄最高之记录。担任东京市长9年，亦是该职位自1889年设立至1943年废止为止最久。
他在1954年10月6日在东京庆应大学医院去世，享耆寿95岁。

## 荣誉
位階
- 1898年（明治31年）7月5日 - 正三位[4]

勲章等
- 1906年（明治39年）3月23日 - 大英帝国：皇家維多利亞勳章[5]
- 1914年（大正3年）6月18日 - 勲三等瑞宝章[6]
- 1915年（大正4年）11月10日 - 大礼記念章[7]
- 1916年（大正5年）7月14日 - 勲一等旭日大綬章[8]
- 1938年（昭和13年）2月11日 - 金杯一个[9]